# Formiguer crestabrú
El formiguer crestabrú (Rhegmatorhina cristata) és una espècie d'ocell de la família dels tamnofílids (Thamnophilidae).

## Hàbitat i distribució
Habita el sotabosc de la selva pluvial de les terres baixes fins als 300 m, a l'est de Colòmbia i nord-oest del Brasil amazònic.